# Jardín Botánico de la Universidad de Medicina de Leópolis
El Jardín Botánico de la Universidad de Medicina de Leópolis (en ucraniano: Ботані́чний сад Льві́вського меди́чного університе́ту, Botaníchny sad Lvívskoho medýchnoho universytetu) es un jardín botánico compuesto por dos parcelas con una superficie total de 1,5 hectáreas. Siendo un santuario de la naturaleza y al mismo tiempo una institución educativa de investigación en la Universidad de Medicina de Leópolis en Ucrania. Situado a lo largo de la calle de la panadería, 73.

## Historia
Fue fundado por el profesor Tadeusz Wilczynski, que vivió y trabajó en el jardín botánico desde 1931 a 1964. Gracias a su iniciativa, se organizó entre 1929 y 1930 un jardín de plantas medicinales. 
En 1964 los sitios de recolección de plantas medicinales y el arboreto son declarados monumentos de la naturaleza y se les atribuyó la categoría de fondo de reserva de naturaleza . 

## Colecciones
El Jardín Botánico cuenta con colecciones y exposiciones:
- Invernaderos de plantas tropicales y exóticas, con árboles, arbustos, y plantas herbáceas que se cultivan en su interior.
- Colección de plantas medicinales.
- Colección de plantas de nativas de la región.
- En el jardín botánico hay construcciones escolares, dependencias administrativas.

## Actividades
Es una base para la práctica educativa para los estudiantes de la Facultad de Farmacia, la red de seguridad Natura y base de investigación, se utiliza para estudiar, preservar y enriquecer los recursos de la región. 